# Unterringingen
Unterringingen ist ein Gemeindeteil des Marktes Bissingen im schwäbischen Landkreis Dillingen an der Donau in Bayern. Der Ort wurde am 1. Mai 1978 in den Markt Bissingen eingemeindet. Er liegt sechs Kilometer westlich von Bissingen im oberen Tal der Kessel. Die höchste Höhe beträgt 489 m.

## Geographie
Das Pfarrdorf Unterringingen geht vermutlich auf eine alemannische Gründung zurück. Der Ort ist Urmark und Urpfarrei für das ganze Gebiet des oberen Kesseltals, das sich heute im Landkreis Dillingen an der Donau befindet. Die vermutlichen Tochtersiedlungen sind Leiheim, Oberringingen, Thalheim, Warnhofen und Zoltingen.

## Geschichte
Der Ort wird erstmals 1247 als „Ringigen“ überliefert. Die Bezeichnung „Unterringingen“ zur Unterscheidung von Oberringingen tritt erstmals 1411 auf. Vor allem die Herrschaft Hochhaus war im Ort begütert. Diese Güter gingen 1347 an die Grafen von Oettingen über, die schon vorher Besitz in Oberringingen hatten. Im Laufe des 17. Jahrhunderts kam der gesamte Besitz von Unterringingen an die Grafschaft Oettingen. Mit dieser kam der Ort durch die Mediatisierung 1806 an Bayern und wurde 1807 in das Justizamt Bissingen eingegliedert.

## Religion

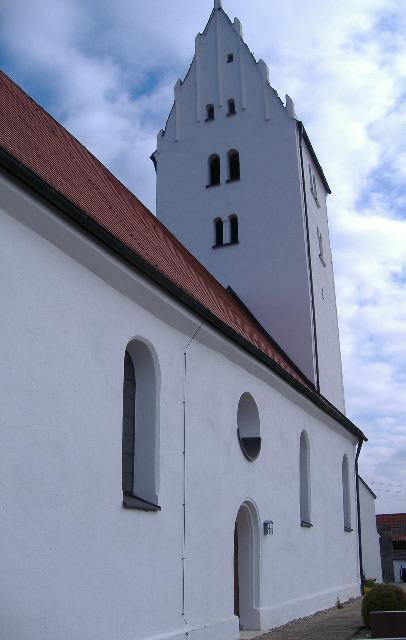
Laurentiuskirche in Unterringingen

Unterringingen ist Sitz einer alten Pfarrei, für die 1247 erstmals ein Pfarrer bezeugt ist. In der Mitte des 16. Jahrhunderts wurde die Reformation durchgeführt; da die Gegenreformation sich nicht durchsetzen konnte, blieb Unterringingen bis heute eine protestantische Pfarrei. Die heutige evangelische Kirche St. Laurentius wurde ursprünglich um 1400 errichtet und erlebte mehrere Veränderungen.

## Bevölkerungsentwicklung
| Jahr | Einwohner |
| ---- | --------- |
| 1840 | 203       |
| 1939 | 136       |
| 1950 | 188       |
| 1961 | 118       |
| 1970 | 124       |
| 1980 | 133       |
| 2000 | 146       |

## Baudenkmäler
Siehe: Liste der Baudenkmäler in Unterringingen